# Medaille voor trouwe dienst van het Nederlandse Rode Kruis
De Medaille voor trouwe dienst van het Nederlandse Rode Kruis werd op 10 november 1926 door het hoofdbestuur van het Nederlandse Rode Kruis ingesteld. De aanleiding was het zestigjarig bestaan van de vereniging.
Deze medaille ter beloning voor langdurige trouwe dienst wordt aan alle vrijwilligers toegekend. Na tien jaar trouwe dienst krijgen zij een bronzen draagmedaille. Na nogmaals 10 jaar wordt een jaarteken in de vorm van een gesp aan deze medaille toegevoegd. Dit jaarteken wordt op het lint van de medaille gedragen. Als er aan de vrijwilliger meerdere jaartekens toegekend worden dan mag alleen de laatst verkregen gesp op het lint worden gedragen.
Koningin Wilhelmina gaf op 27 juni 1927 toestemming om de medaille op de uniformen van de Nederlandse krijgsmacht te dragen. Goedkeuring tot het dragen van de gespen kwam bij de ministeriële beschikkingen van 28 juni 1934 en van 20 februari 1939.
De medaille is van brons en had bij de instelling een middellijn van 29 millimeter. Sinds enige jaren worden medailles van het in Nederland gangbare formaat, dat is een diameter van 38 millimeter, verleend.

Aan de voorzijde is op de medaille een rood geëmailleerd kruis afgebeeld met het randschrift "NEDERLANDSCHE ROODE KRUIS". In 1977 werd dit randschrift gewijzigd in: "NEDERLANDSE RODE KRUIS".
Op de keerzijde staat het Romeinse cijfer "X" met het randschrift "VOOR TROUWEN DIENST". In 1977 werd ook "TROUWEN" in "TROUWE" gewijzigd.
Het jaarteken werd ingesteld in een bestuursbesluit van 13 april 1934. Men koos voor een zilveren gesp waarop het Romeinse cijfer "XX" staat afgebeeld. In een besluit van 17 juni 1938 werden daar de gespen "XXX" en "XXXX" aan toegevoegd. Een besluit in 1981 wijzigde de metaalsoort in brons en voegde het jaarteken "XXXXX" toe.
Het lint is smaller dan in de Nederland gebruikelijke 34 millimeter. Het is nog steeds 25 millimeter breed en past daarmee niet meer bij de sinds kort grotere medaille. Het gewaterde zijden lint is rood met aan weerszijden, op 1 millimeter van de rand, een 1 millimeter brede witte streep. Men draagt de medaille op de linkerborst.
Zoals een aantal van de Onderscheidingen van het Nederlandse Rode Kruis mag ook dit kruis door militairen op hun uniformen worden gedragen. Voor burgers is niet in een knoopsgatversiering voorzien maar op hun rokkostuum dragen zij desgewenst een miniatuur van de onderscheiding.
De criteria voor toekennen van de Vrijwilligersmedaille Openbare Orde en Veiligheid en de Medaille voor trouwe dienst van het Nederlandse Rode Kruis overlappen elkaar soms. Dan worden bij een jubileum twee medailles uitgereikt.